# Butter (film 2011)
Butter è un film del 2011 diretto da Jim Field Smith.
La commedia, distribuita nei cinema di Stati Uniti e Canada dal 5 ottobre 2012, è stata da alcuni ritenuta una satira delle Primarie Democratiche Americane del 2008.

## Trama
Destiny è una bambina ospitata in un centro sociale dall'Iowa, in quanto figlia di una tossicodipendente. A 10 anni, dopo diverse brevi esperienze in famiglie inadatte, viene affidata agli amorevoli Ethan e Jill Emmet. Durante una visita all'annuale Fiera dello Stato dell'Iowa, finisce per sbaglio nella teca in cui è esposta l'opera vincitrice di una competizione di sculture di burro, una riproposizione dell'Ultima Cena, e termina da sola le rifiniture del Sacro Graal, suscitando grande stupore soprattutto nell'autore della stessa, Bob Pickler.
Bob ha vinto il premio per la migliore scultura di burro alla Fiera ogni anno per 15 anni, e a causa di ciò gli viene chiesto di non prendere parte alla nuova edizione per dare anche agli altri partecipanti una possibilità di vittoria. La moglie di Bob, Laura, donna molto competitiva e ambiziosa, si infuria quando apprende la notizia e decide di recarsi a casa dell'organizzatore della gara per protestare. Intanto Bob, accusato di inerzia dalla moglie, si reca in un locale a luci rosse dove viene irretito dalla spogliarellista Brooke con la quale contratta un rapporto sessuale nella sua auto, bruscamente interrotto dalla moglie Laura che, avvistatili, li tampona violentemente con la sua auto.
Laura decide di partecipare in prima persona alla competizione di sculture della propria contea, alla quale si iscrivono anche Destiny, Carol-Ann Stevenson (un'ammiratrice di Bob) e Brooke. Quest'ultima ha l'unico scopo di tormentare i Pickler, sia perché Bob le deve ancora 600 dollari per la sua prestazione sia perché odia Laura dopo l'increscioso incidente. Alla gara Destiny si afferma confermando il suo talento, mentre Laura, pur capace di realizzare un'opera tecnicamente valida, giunge seconda e non si qualifica per la finale di stato.
Intanto Brooke sempre per recuperare la somma che le era stata promessa, entra a casa Pickler grazie alla figlia Kaitlin. Questa, attratta dallo charme della seducente Brooke finisce per avere un rapporto sessuale con lei. Kaitlin è felice della nuova amica Brooke, della quale ammira lo stile alternativo e il carattere, mentre questa la frequenta solo fino a quando non le viene consegnata la sua famosa ricompensa, nel frattempo salita a 1.200 dollari. Allo stesso tempo, Laura si concede ad un venditore di auto usate nonché ex-fidanzato dei tempi del liceo, Boyd Bolton, per convincerlo a dare falsa testimonianza allo sceriffo della contea dicendogli di essere stato pagato da Ethan per aiutare Destiny a vincere la competizione. Laura ottiene così l'annullamento della gara e l'organizzazione di una nuova sfida di spareggio tra lei e Destiny.
Brooke, con l'intera somma ottenuta da Kaitlin, compra un set di coltelli professionali per Destiny, per aiutarla a sconfiggere l'odiata Laura. Destiny, tornata a casa, trova un'assistente sociale che la informa della morte della mamma biologica consegnandole una bella foto della stessa.
Nella sfida decisiva Laura realizza una replica della macchina di John F. Kennedy nel momento in cui fu assassinato, mentre Destiny scolpisce la sua mamma biologica che tiene in braccio lei da piccola seduta su una sedia a dondolo. Prima del giudizio finale l'opera di Destiny viene misteriosamente rovinata usando il calore di una torcia. Sicura di perdere la gara, la bambina incontra Laura nel bagno e le offre il suo perdono per l'ultima malefatta. Laura spiega che per lei vincere la gara significa molto più di quanto la piccola possa mai comprendere, mentre lei così giovane e così talentuosa ha ancora innumerevoli possibilità per realizzarsi.
Destiny, nonostante il sabotaggio, vince nuovamente la competizione riuscendo anche nell'impresa di far tornare ragionevole Laura.
Qualche mese dopo, Destiny, campionessa statale di scultura col burro, è stata adottata ufficialmente dagli Emmet, mentre Laura è impegnata nella campagna per l'elezione del Governatore dell'Iowa, dove concorre perché pare abbia avuto una visione da Dio che le ha detto di candidarsi…

## Produzione
Il via libera al progetto avviene nel febbraio 2010, quando l'attrice, qui anche produttrice, Jennifer Garner dichiara:

### Riprese
Le riprese del film sono state effettuate nello stato della Louisiana (Stati Uniti d'America) tra le città di Shreveport e Bossier City. Sono iniziate il 6 aprile e concluse il 19 maggio 2010.

### Cast
Jim Carrey era stato avvicinato al progetto, ma non ne fece mai parte. Kate Hudson fu scelta per il ruolo di Brooke, ma rifiutò per fare il film Something Borrowed - L'amore non ha regole e fu rimpiazzata da Olivia Wilde.

## Distribuzione
La pellicola viene presentata in vari festival cinematografici:
- Telluride Film Festival il 4 settembre 2011
- Toronto International Film Festival 13 settembre
- Mill Valley Film Festival l'8 ottobre
- Hamptons International Film Festival il 16 ottobre
- Chicago International Film Festival il 19 ottobre
- Austin Film Festival il 20 ottobre
- Hawaii International Film Festival il 22 ottobre
- Philly Film Festival il 23 ottobre
- Fort Lauderdale International Film Festival il 28 ottobre
- Savannah Film and Video Festival il 1º novembre
- Festival internazionale del film di Roma il 2 novembre
- Virginia Film Festival il 6 novembre
- AFI Fest il 6 novembre
- Napa Valley Film Festival il 10 novembre
- Lone Star Film Festival il 12 novembre
- Denver Film Festival il 13 novembre
- St. Louis International Film Festival il 19 novembre

Il film viene rilasciato nelle sale cinematografiche statunitensi a partire dal 5 ottobre 2012, in un numero limitato di copie, contemporaneamente al servizio video on demand.

### Divieto
Il film viene vietato ai minori di 17 anni (nella classificazione americana equivale alla lettera R) per la presenza di linguaggio e contenuti sessuali.

## Incassi
Il film ha incassato in totale 175.706 $ di cui in patria 105.018 $, mentre all'estero (Portogallo, Singapore e Sudafrica) 70.688 $

## Riconoscimenti
- 2008 - Leonard Franklin's Blacklist
  - Terzo posto Migliori sceneggiature scritte ma mai prodotte[12].